# Каров, Хайнер
Ха́йнер Ка́ров (нем. Heiner Carow, или Ге́нрих Ка́ров нем. Heinrich Carow; 19 сентября 1929[…], Росток — 1 февраля 1997[…] или 31 января 1997, Берлин) — немецкий кинорежиссёр. Вице-президент Академии искусств ГДР.

## Биография
Сын купца Эрнста Карова (ум. 1945). Учился на режиссёрских курсах при киностудии «ДЕФА». В 1954—56 работал в научно-популярном кино. В игровом кино дебютировал в 1957 («Шериф Тедди»). Постоянный участник и член жюри Берлинского международного кинофестиваля.
Длительное сотрудничество связывало режиссёра с Юргеном Брауэром, который был оператором на многих его фильмах. Каров добился предоставления Брауэру возможности поставить свой первый фильм «Пуговица» и выступил соавтором его сценария.

## Личная жизнь
Был женат на монтажёре Эвелин Каров (р. 1931).

## Избранная фильмография
- 1955 — Дневник Мартина / Martins Tagebuch (д/ф)
- 1957 — Шериф Тедди / Sheriff Teddy
- 1959 — Они звали его Амиго / Sie nannten ihn Amigo
- 1960 — Жизнь начинается / Das Leben beginnt
- 1964 — Свадьба в Леннекене / Die Hochzeit von Länneken
- 1966 — Путешествие в Зундевит / Die Reise nach Sundevit
- 1968 — Русские идут / Die Russen kommen
- 1970 — Карьера / Karriere
- 1973 — Легенда о Пауле и Пауле / Die Legende von Paul und Paula
- 1975 — Икар / Ikarus
- 1978 — Пока смерть вас не разлучит / Bis daß der Tod euch scheidet
- 1987 — Так много грёз / So viele Träume
- 1989 — Каминг-аут / Coming Out

## Награды
- 1959 — Премия имени Генриха Грайфа
- 1980 — Национальная премия ГДР
- 1987 — Номинация Золотой Медведь («Так много грез»)
- 1990 — Серебряный Медведь («Каминг-аут»)
- 1990 — Приз Teddy за лучший художественный фильм («Каминг-аут»)